# Trasadingen
Trasadingen är en ort och kommun i kantonen Schaffhausen, Schweiz. Kommunen hade 626 invånare (2023).